# Tangstedt (Stormarn)
Pour les articles homonymes, voir Tangstedt.
Tangstedt est une commune allemande du Schleswig-Holstein, située dans l'ouest de l'arrondissement de Stormarn (Kreis Stormarn), limitrophe de Hambourg. À la suite d'une réforme communale en Schleswig-Holstein, la commune de Tangstedt a été rattachée à l'Amt Itzstedt dont les autres communes font partie de l'arrondissement de Segeberg.